# Krasnodonskij (rejon iłowliński)
Krasnodonskij (ros. Краснодонский) – chutor w Rosji, w obwodzie wołgogradzkim, w rejonie iłowlińskim. W 2010 liczył 939 mieszkańców.